# Шери Мун Зомби
Шери Мун Зомби (енгл. Sheri Moon Zombie; рођена 26. септембра 1970. у Сан Хосеу, Калифорнија, као Шери Лин Скурис ) америчка је глумица и модел. Најпознатија је по улогама у хорорима свог супруга Роба Зомбија, а првенствено по улози Бејби Фајерфлај у три његова филлма.
Имала је споредну улогу и у ТВ серијама Калифорникација и Истражитељи из Мајамија, као и једну од водећих у оба римејка из серијала Ноћ вештица.

## Биографија
Мун је рођена у Сан Хосеу, као ћерка Вилијама и Керол Скурис, али је детињство провела у Конектикату. Има брата Џефа. Завршила је средњу школу у Плаинвилу, након чега се преселила у Лос Анђелес.
После 9 година забављања са хеви метал музичарем и редитељем хорор филмова, Робом Зомбијем, удала се за њега 2002. године и након тога променила име у Шери Мун Зомби.
Тренутно пребивалиште Шери и њеног супруга је у Лос Анђелесу. Шери је веган, борац за права животиња и између осталог бави се њиховим спашавањем на њеној фарми у Конектикату.
Иако су преко 17 година у браку Роб и Шери немају деце нити су икада исказали жељу да их имају.

## Каријера
Најупечатљивија улога Шери Мун Зомби је Бејби Фајерфлај коју тумачи у сва три филма из трилогије о Фајерфлај породици. Поред тога, Шери је позната и по улози Деборе Мајерс, мајке серијског убице Мајкла Мајерса, у римејковима серијала Ноћ вештица. Највећи пројекат на коме је радила је филм Роберта Родригеза и Квентина Тарантина, Грајндхаус. Једном приликом је отворено изјавила да избегава да глуми у филмовима на којима не ради њен супруг и да за тим нема потребе.

## Филмографија
| Улоге Шери Мун Зомби |                            |               |                                    |                                  |
| Година               | Српски назив               | Изворни назив | Улога                              | Напомена                         |
| 2003                 | Кућа хиљаду лешева         |               | „Бејби Фајерфлај” Вера-Елен Вилсон |                                  |
| 2004                 | Убиства алатом             |               | Дејзи Рејн                         |                                  |
| 2005                 | Ђавољи шкарт               |               | „Бејби Фајерфлај” Вера-Елен Вилсон | Награда Фангорија Награда Врисак |
| 2007                 | Грајндхаус                 |               | Ева Круп                           |                                  |
| 2007                 | Ноћ вештица 9 (I римејк)   |               | Дебора Мајерс                      | Ајгор награда                    |
| 2008                 | Калифорникација            |               | медицинска сестра                  | ТВ серија                        |
| 2009                 | Ноћ вештица 10 (II римејк) |               | Дебора Мајерс                      |                                  |
| 2010                 | Истражитељи из Мајамија    |               | Оливија Бурч                       | ТВ серија                        |
| 2012                 | Господари Сејлема          |               | Хајди ла Рок Аделајда Хауторн      |                                  |
| 2019                 | Троје из пакла             |               | „Бејби Фајерфлај” Вера-Елен Вилсон |                                  |